# Кркський санджак
Кркський санджак (тур. liva Krka, сербохорв. Krčki sandžak) — прикордонний санджак Османської імперії, що існував на території сучасної Хорватії. Мав центр у місті Книн. Існував у 1580–1688 роках.

## Історія
У 1580 році Ферхад-паша Соколович став першим очільником (бейлербей або просто паша) бейлербейлику Боснії. Боснійський еялет (або пашалик) складався загалом з десяти санджаків Боснії: Боснійський санджак (центральна провінція), Герцеговинський санджак, Вучитрнський санджак, Призренський санджак,  Клиський санджак, Кркський санджак та Пакрацький санджак.
Санджак мав територію від Лики до Крбави, а також райони між Зрмані і Крки] і мав столицю в Книні. Санджак була сформований з територій, які входили до Клиського санджаку Боснійського санджаку.

## Санджак беї
- Арнауд Мехмед Мемі-бей, перший
- Мемі-бей (?)
- Юсуф-алайбей (?)
- Халіл-бей (?)
- Рустем-бей (?)
- Мустафа-бей (?)
- Халіл-бег Алайбекович (? –1647)
- Мухамед Дуракбекович (ет. 1675)